# Šikana (film, 2001)
Šikana (v originále Bully) je americký hraný film z roku 2001, který režíroval Larry Clark podle skutečných událostí. Jedná se o adaptaci knihy Bully: A True Story of High School Revenge Jima Schutzeho, která pojednává o vraždě Bobbyho Kenta v roce 1993.

## Děj
Ve státě Florida se mladík Marty Puccio po několika letech neustálého ponižování a násilí ze strany svého kamaráda Bobbyho Kenta rozhodne se situací skoncovat. Za pomoci svých přátel, kteří se také stali oběťmi Kentovy tyranie, se rozhodnou ho zavraždit.

## Obsazení
| Brad Renfro       | Martin Joseph "Marty" Puccio |
| Rachel Miner      | Lisa Connelly                |
| Bijou Phillips    | Alice "Ali" Willis           |
| Nick Stahl        | Bobby Kent                   |
| Michael Pitt      | Donald "Donny" Semenec       |
| Kelli Garner      | Heather June Swallers        |
| Leo Fitzpatrick   | Derek Leon Kaufman           |
| Daniel Franzese   | Derek Dzvirko                |
| Nathalie Paulding | Claudia                      |
| Jessica Suttaová  | Blonde                       |
| Ed Amatrudo       | Fred Kent                    |
| Steve Raulerson   | pan Willis                   |
| Judy Clayton      | paní Willis                  |
| Alan Lilly        | pan Puccio                   |
| Irene B. Colletti | paní Puccio                  |
| Elizabeth Dimon   | paní Connelly                |

## Ocenění
- Velká cena na Mezinárodním filmovém festivalu ve Stockholmu
- Benátský filmový festival: soutěž o Zlatého lva